# FSV Hettstedt
Der FSV Hettstedt war bis 2015 ein deutscher Fußballverein aus Hettstedt im Landkreis Mansfeld-Südharz. Heimstätte war der „Sportpark Walzwerkhölzchen“.

## Verein
Vorgänger des FSV Hettstedt war die im Jahr 1945 gegründete SG Hettstedt-Altdorf. Später wurde die Sportgemeinschaft aus Sachsen-Anhalt in SG Blau-Weiß Hettstedt-Altdorf umbenannt, 1949 entstand aus ihr die Betriebssportgemeinschaft Stahl Hettstedt. Im Jahr 1952 fusionierte Stahl Hettstedt mit Stahl Süd Hettstedt zur BSG Stahl Walzwerk Hettstedt. Trägerbetrieb war der VEB Walzwerk Hettstedt, einer der größten Industriebetriebe der Region. Im Fußball agierte Hettstedt fast ausnahmslos im regionalen Bereich des Bezirks Halle, stieg erst 1962 in die später drittklassige Bezirksliga auf. Größter Erfolg der BSG war 1985 der Gewinn der Bezirksmeisterschaft vor Vorwärts Wolfen und Stahl Thale und der Sieg in der anschließenden Aufstiegsrunde zur DDR-Liga. Die zweithöchste Spielklasse der DDR erwies sich für Hettstedt als eine Nummer zu groß. Nach nur einer Spielzeit musste Stahl als Tabellen-Vorletzter gemeinsam mit der TSG Bau Rostock sowie Aktivist Brieske Senftenberg die Liga Richtung Bezirksliga wieder verlassen. Dort verblieben die Hettstedter bis zum Ende des DDR-Fußballbetriebes.
1990 wurde die Betriebssportgemeinschaft in den Verein Blau-Weiß Hettstedt umstrukturiert, der sich später FSV Walzwerk Hettstedt und nach dem Ende des Engagements des Walzwerkes im Jahr 1994 FSV Hettstedt nannte. Sportlich pendelte der Fußballsportverein seit der Wende zwischen der Landesliga Sachsen-Anhalt und der Verbandsliga Sachsen-Anhalt. 2008 stieg der FSV in die siebentklassige Landesliga, 2012 in die achtklassige Landesklasse ab. Nachdem der FSV im Juli 2015 in Insolvenz gegangen war und sich anschließend aufgelöst hatte, trat an dessen Stelle der neu gegründete FC Hettstedt, der zur Saison 2015/16 in der 2. Kreisklasse beginnen musste.

## Statistik
- Teilnahme DDR-Liga: 1985/86
- Ewige Tabelle DDR-Liga: Rang 166
- Teilnahme FDGB-Pokal: 1956 (2 Runden), 1958 (3), 1965/66 (1), 1977/78 (2), 1986/87 (1), 1989/90 (1)
- FDGB-Bezirkspokalsieger Halle: 1964/65, 1976/77, 1988/89

## Personen
- Volker Großmann, beendete 1986 seine Karriere in Hettstedt, spielte von 1976 bis 1983 89 Mal in der DDR-Oberliga
- Steffen Karl, spielte 1989 in Hettstedt, danach u. a. bei Borussia Dortmund, Manchester City und Hertha BSC
- Klaus Schwanke, 7 Juniorenländerspiele, trat 1959 für Hettstedt an, später 81-facher Oberligaspieler für den SC Rotation Leipzig und Turbine Erfurt